# Hojo Morifusa
Hojo Morifusa (Japans: 北条盛房) (1242 - 29 juli 1297) van de Hojo-clan was de zesde minamikata rokuhara tandai (hoofd binnenlandse veiligheid te Kioto) van 1288 tot 1297. 